# Comuna Coșești, Argeș
Coșești este o comună în județul Argeș, Muntenia, România, formată din satele Coșești (reședința), Jupânești, Lăpușani, Leicești, Păcioiu, Petrești și Priseaca.

## Așezare
Comuna se află în zona centrală a județului, pe malurile Râului Doamnei. Este străbătută pe malul stâng al acestui râu de șoseaua județeană DJ731 care o leagă spre nord de Pietroșani, Domnești (unde se intersectează cu DN73C), Corbi și Nucșoara și spre sud de Dărmănești (unde se termină în DN73). De asemenea, pe malul drept al Râului Doamnei, trece prin comună șoseaua județeană DJ731D, care duce spre nord la Pietroșani și spre sud la Dărmănești și la Micești.
Comuna dispune de un relief variat format din dealuri subcarpative și lunci, fiind străbătută de la nord la sud de Râul Doamnei. Este legată de reședința județului prin Drumul Național 731 Nucșoara-Pitești, care este modernizat.
Relieful comunei Coșești reprezintă o trecere de la Subcarpați la dealurile de platformă din cadrul Piemontului Getic Trecerea se realizează prin Dealurile Argeșului, încadrate de Argeș și Argeșel. Acestea reprezintă un ansamblu de culmi și văi desfășurate aproape paralel de la vest la est.
Arealul comunei Coșești este situat pe valea Râului Doamnei și se învecinează cu arealul comunei Pietroșani în partea de nord și cu arealul comunei Dârmănești în partea de sud. În partea de est se desfășoară cumpăna de ape dintre Râul Doamnei și Râul Bratia, iar în partea de vest se află cumpăna de ape dintre Râul Doamnei și Râul Vâlsan.
Clima este temperat continentală specifică regiunilor de dealuri joase și dealuri înalte, comuna Coșești prezentând în general caracteristicile climatice ale regiunii Curtea de Argeș și Câmpulung Muscel.
Comuna Coșești se caracterizează printr-un climat cu regim termic moderat, de adăpost, cu media anuală de 6-9° cu temperaturi coborâte iarna, până la -3°, -4° C și mai ridicate vara, până la 21-23° C, cu precipitații bogate de 600-1000 mm, din care 400-600 mm cad în luna cea mai secetoasă (septembrie), cu 120 - 140 zile cu precipitații, cu umezeală mai mare de 76-78%. Indicele de ariditate De Martonne este de 40 - 50%, ceea ce indică o regiune cu regim termohidric moderat. 
Astfel, se pot distinge câteva topoclimate elementare cu particularități apropiate: de culme, de vale, de depresiune. În cadrul lor, în funcție de expoziția versanților, de disting și topoclimatele derivate specifice. Se pune în evidență un topoclimat al abrupturilor, corespunzând în mare măsură reliefului de cuestă, Ca urmare, acestea sunt mai umbrite, mai umede, cu regim termic mai moderat și mai expuse vântului. Se remarcă prezența topoclimatului de luncă pe suprafețe largi. Se observă dezvoltarea organismelor torențiale pe fruntea teraselor și suprapunerea conurilor de materiale de diferite generații la baza abrupturilor teraselor. Pe suprafețele împădurite ale dealurilor înalte, topoclimatele se caracterizează prin umezeală ridicată, regim termic moderat, calm atmosferic.

## Toponimia
Etimologia cuvintelor, care a stat la baza formării oiconimelor locale, este foarte reprezentativă pentru cercetători, dar și pentru localnici: Coșești - toponim social format pe baza unui eponim Coșescu (la origine, apelativul coș = vatră; botniță) + sufixul -ești, care indică organizarea socială pe bază de obște a localității.
Jupânești - toponim social având la bază apelativul jupan (titlu de noblețe dat persoanelor care ocupau o demnitate sau o funcție înaltă), indicând un raport de proprietate față de moșia satului).
Lăpușani - nume topic format pe baza unui patronimic, având, la origine, un apelativ - lăpuș = brusture, lipan.
Leicești - toponim social provenit din eponimul Laica („numele unor locuitori care s-au stabilit întâi aici”) - la origine, apelativul leică = femeie vârstnică + sufixul -ești, care indică organizarea socială pe bază de obște a localității.
Păcioiu - toponim reproducând un eponim: Pacu (atestat în tradiția orală), din care a derivat, cu sufixul augmentativ - oiu, termenul Păcioiu.
Petrești - toponim social format pe baza eponimul Petre + sufixul - eștim, indicând, în acest caz, apartenența familială a locuitorilor.
Priseaca - toponim topografic, la originea apelativului identic priseaca = „loc în pădure cu copaci tăiați, unde se așază stupii de albine”.
Privind dintr-o perspectivă lingvistică, „impresia generală pe cvare o lasă cercetarea formațiilor toponimice sufixate (Petrești, Coșești, Leicești, Jupânești, Lăpușani) este că subiectele vorbitoare nu cunosc nicio piedică și nicio limită în domeniul derivării, când nevoia cere să recurgă la acest mijloc de creație; de la orice formă și cu orice sufix poate, teoretic cel puțin, să ia naștere un nume topic nou”.

## Onomastica
N.A. Constantinescu, în Dicționar de Onomastică, distinge două categorii de antroponime pentru numele de persoane:
1. Creștine sau hagiografice (calendaristice sau cărturășești), împreună cu derivatele lor populare, dintre care unele sunt împrumutate de la vecini, altele create de români - inclusiv numele privitoare la cult. Acestea sunt reîmpărțite în alte trei subcategorii (nume în legătură cu sărbătorile mari oficiale; nume din Vechiul și Noul Testament.
2. Laice în care intră: numele de creație populară, nume împrumutate de la vecini, altele luate din cărți poporane.

În ceea ce privește onomastica din comuna Coșești, întâlnim nume din ambele categorii. Iată câteva exemple și semnificația lor în accepțiunea lui N.A. Constantinescu: Agripina (născută cu picioarele înainte), Alexandru (care protejează pe oameni), Ana, Anca (îndurare sau buna), Anastasie (înviere), Anatolie (răsăritul), Andrei (bărbătesc), Anghel (înger), Anisia (floare), Aritina, Haritina (grație), Avram (tatăl este înălțat), Casian (gol), Chiriac (duminical), Claudiu (șchiop), Constanța (statornicie), Cosma (doctorul fără arginți), Damaschin (frânghier), David (iubit), Despina (epitet luat de soția sau fiica unjui „Despot” - vlădică, stăpân), Diaconu (scriitor de cancelarie), Domnica (vistiereasa, care se ocupă de bani), Duman (negură), Ecaterina (care lovește departe), Eftimie (voie bună), Emilian (preot), Eva (viață), Evdochia (bunăvoință), Filip (iubitor de cai), Filimon (cel ce sărută), Filoteea (pioasa), Florența (înfloritor), Fota (lumină), Gheorghe (agricultor), Gherman (frate), Grigorie (treaz, veghetor), Iacov (țiitor de călcâi), Ieremia (înălțarea Domnului), Iona (porumbel), Iordan (cu două repejuni), Iosif (D-zeu să adauge), Iov (dorință mare), Irina (pace), Iustin (drept), Lazăr (Doamne ajută), Lidia (vale), Lucia (lumină), Macarie (fericit), Macrina (slab), Melania (negrita), Mircea (omul păcii), Miron (parfum lichid), Moise (fiu), Nichita (biruitorul), Olivian (măsliniu), Parascheva (pregătirea), Pavel, Paul (mic), Petru (stâncă, piatră), Preda (înainte, mergător), Răzvan (rebotezat), Reveca (splendoare), Sevastian (venerat), Silvestru (sălbatic, de pădure), Simion (împlinirea dorinței), Sofia (înțelepciune), Sorin (soare), Spiridon (paneraș de pâine), Stelian (coloană, sprijin), Suzana (crin), Ștefan (cerc, coroană), Teodor (recrut), Titus (porumbel), Toma (geamăn), Valerian (a fi tare), Vasile (rege), Vasilica (împărăteasă), Veronica (purtătoare de victorie), Victor (biruitor), Zoe (viață).

## Demografie
Componența etnică a comunei Coșești
     Români (83,43%)
     Romi (9,79%)
     Alte etnii (6,78%)
Componența confesională a comunei Coșești
     Ortodocși (92,13%)
     Alte religii (0,93%)
     Necunoscută (6,94%)
Conform recensământului efectuat în 2021, populația comunei Coșești se ridică la 5.046 de locuitori, în scădere față de recensământul anterior din 2011, când fuseseră înregistrați 5.358 de locuitori. Majoritatea locuitorilor sunt români (83,43%), cu o minoritate de romi (9,79%). Din punct de vedere confesional, majoritatea locuitorilor sunt ortodocși (92,13%), iar pentru 6,94% nu se cunoaște apartenența confesională.

## Politică și administrație
Comuna Coșești este administrată de un primar și un consiliu local compus din 15 consilieri. Primarul, Nicolae Pană[*], de la Partidul Social Democrat, este în funcție din 2016. Începând cu alegerile locale din 2024, consiliul local are următoarea componență pe partide politice:
|  | Partid                          | Consilieri | Componența Consiliului | Componența Consiliului | Componența Consiliului | Componența Consiliului | Componența Consiliului | Componența Consiliului | Componența Consiliului | Componența Consiliului | Componența Consiliului |
|  | ------------------------------- | ---------- | ---------------------- | ---------------------- | ---------------------- | ---------------------- | ---------------------- | ---------------------- | ---------------------- | ---------------------- | ---------------------- |
|  | Partidul Social Democrat        | 9          |                        |                        |                        |                        |                        |                        |                        |                        |                        |
|  | Alianța pentru Unirea Românilor | 3          |                        |                        |                        |                        |                        |                        |                        |                        |                        |
|  | Partidul Național Liberal       | 3          |                        |                        |                        |                        |                        |                        |                        |                        |                        |

## Cadrul istoric
Istoria satelor care compun astăzi comuna Coșești este, înainte de toate, istoria luptei locuitorilor acestora pentru recâștigarea și menținerea dreptului sacru asupra pământului moștenirii de la străbuni și pentru libertatea socială. Păstrarea documentelor scrise din această perioadă facilitează cunoașterea și redarea diferitelor aspecte privind dezvoltarea, consolidarea  și afirmarea satelor pe multiple planuri. Este perioada în care satul intră pe poarta scrisă a istoriei, perioada îndelungatelor procese dintre moșnenii satelor cu diferiți boieri acaparatori, mănăstiri și chiar sate vecine pentru apărarea pământului lor, perioada unor importante schimbări care se petrec în cadrul obștei, a intensificării activității economice și culturale a satelor.
La sfârșitul secolului al XIX-lea, comuna făcea parte din plasa Râul Doamnei a județului Muscel și era formată din satele Coșești, Păcioiu și Petrești, având 1812 locuitori. În comună erau trei biserici și o școală mixtă cu 45 de elevi. La acea vreme, pe teritoriul actual al comunei mai funcționau și comunele Jupânești (în aceeași plasă) și Leicești (în plaiul Nucșoara al aceluiași județ). Prima, formată din satele Jupânești și Mesteceni, avea 882 de locuitori ce trăiau în 192 de case; două mori; trei fierăstraie; două biserici; și o școală mixtă cu 62 de elevi (dintre care 22 fete). Comuna Leicești, cu satele Leicești, Corbu, Lăpușani și Priseaca, avea 979 de locuitori ce trăiau în 220 de case. Aici existau o moară, un fierăstrău, două biserici și o școală rurală mixtă.
Anuarul Socec din 1925 consemnează comunele în plasa Râul Doamnei a aceluiași județ. Comuna Coșești avea aceeași alcătuire și 2406 locuitori; și comuna Jupânești avea 1070 de locuitori în satul Jupânești și în cătunul Pădurețu.
În 1950, comunele au fost transferate raionului Pitești din regiunea Argeș. În 1968, au trecut la județul Argeș; tot atunci comunele Jupânești și Leicești au fost desființate și comasate cu comuna Coșești.

## Monumente istorice

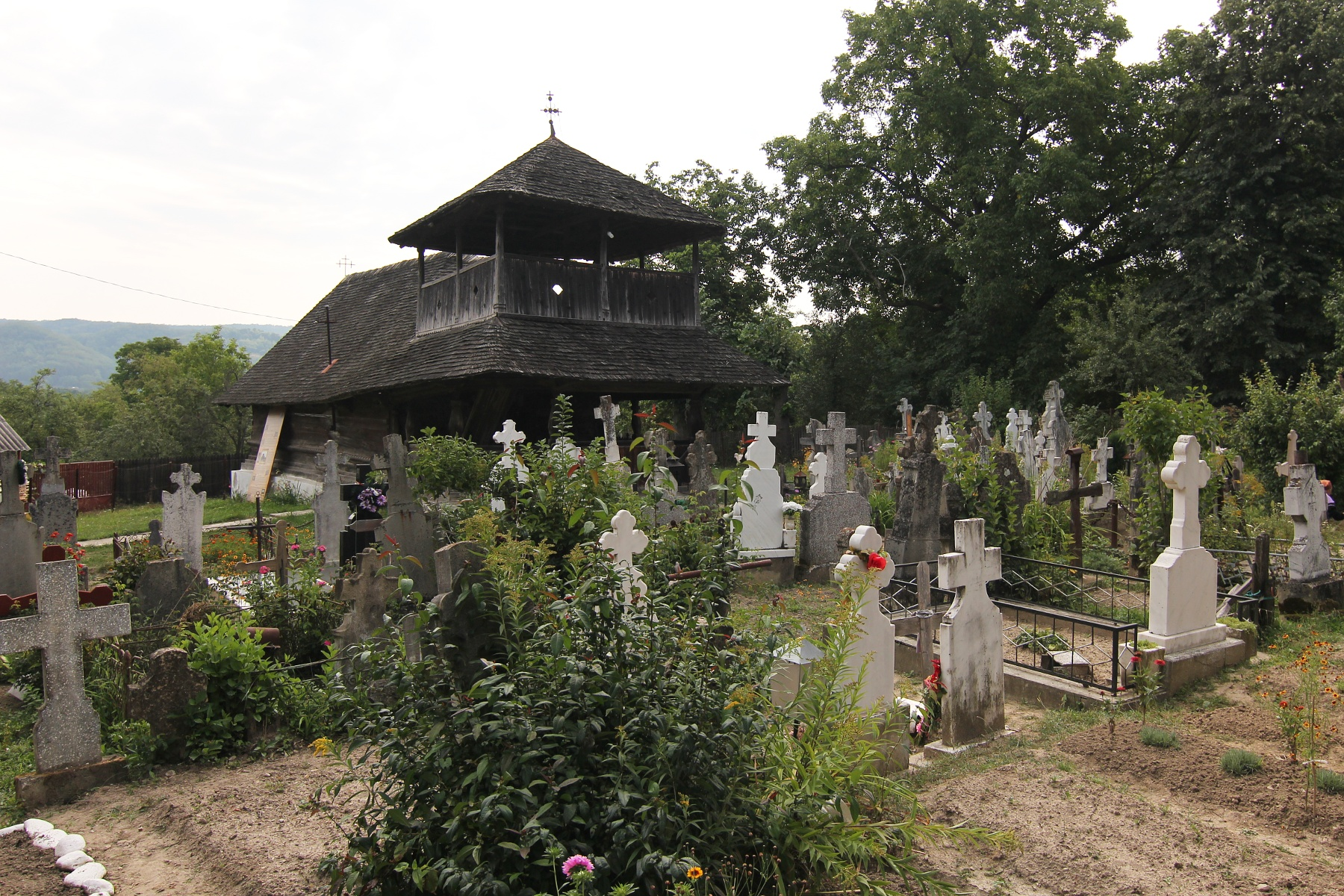
Biserica de lemn „Înălțarea Domnului” din Jupânești, monument istoric

În comuna Coșești se află Biserica de lemn „Înălțarea Domnului” (1742) din satul Jupânești, clădire monument istoric de arhitectură de interes național.
În rest, alte trei obiective din comună sunt incluse în lista monumentelor istorice din județul Argeș ca monumente de interes local, toate clasificate ca monumente de arhitectură: biserica „Sfinții Voievozi” și „Sfântul Ioan Botezătorul” (1839) din Jupânești; biserica „Sfinții Voievozi” (1775) din Lăpușani; și biserica „Cuvioasa Paraschiva” și „Sfântul Nicolae” (1775) din Petrești.

## Cultură
Este renumită pentru meșterii olari și dogari. Anual, are loc un important festival popular denumit „Festivalul Țuicii”, ce se desfășoară pe Valea Păcurarului.